# Synagogue Beit Tikwa (Bielefeld)
La synagogue Beit Tikwa située rue Detmolder est le centre cultuel et culturel de la communauté juive de Bielefeld, en Allemagne. Le nom de Beit Tikwa signifie en hébreu "Maison de l'espoir". Cette synagogue a été réalisée en 2008, en transformant un lieu de prière chrétien, l'église évangélique Paul-Gerhardt. Elle passe pour être la première synagogue en Allemagne née de la restructuration d'une église.
Bielefeld est une ville-arrondissement industrielle d'Allemagne, au nord-est de la Rhénanie-du-Nord-Westphalie, située à mi-distance entre Dortmund et Hanovre. Sa population en 2004 était de 329 000 habitants.
La communauté juive de Bielefeld a été fondée en 1705, mais les premiers Juifs se sont installés à Bielefeld dès le XIVe siècle. La communauté fait actuellement partie de l'Association nationale des communautés juives de Westphalie-Lippe.

## Histoire de la communauté juive

### Avant le nazisme
Le premier document attestant de la présence de Juifs à Bielefeld date du milieu du XIVe siècle. Dans un acte du 23 avril 1345, le comte de Ravensberg donne en gage au chanoine Gottfried Blomenberg des possessions ainsi que les revenus de taxes y compris les taxes annuelles des Juifs de Bielefeld.
Lors de la peste noire qui a ravagé l'Europe dans les années 1348-1350, les Juifs sont accusés d'avoir empoisonné les puits. De nombreuses communautés sont massacrées et disparaissent, principalement en Allemagne et en Suisse. Les Juifs de Bielefeld sont expulsés de la ville, mais on ignore s'il y a eu des massacres. Ce n'est que le 12 février 1370 que le comte de Ravensberg, Guillaume de Juliers, autorise les Juifs à retourner dans la ville. Quelques Juifs s'installent à Bielefeld, Saül Vino, Jutta Simon, Nenkun de Hamel, Nennken un Rethberghe, Johanna de Hamme avec sa famille, et sont désormais directement sous la protection du souverain, qui leur procure une sécurité de séjour ou un sauf-conduit pour quitter la ville en contrepartie d'une caution. Des documents prouvent l'implantation de Juifs à Bielefeld en 1384; 1408 et 1430. 
À partir du milieu du XVIe siècle, il n'y a plus de Juifs à Bielefeld, car le duc Guillaume V de Juliers décrète en 1554 l'interdiction aux Juifs de séjourner dans l'ensemble du pays ("décret de police de Juliers"). Mais pour des raisons économiques, les Juifs seront rapidement autorisés de nouveau à vivre à Bielefeld. Pour preuve, le rapport des "Débats du conseil municipal" du 11 juillet 1586 qui autorise le séjour en ville pour une courte durée de la famille Hertz contre le versement d'une somme de 20 thalers. D'autres Juifs pouvaient être autorisés contre paiement d'une redevance supplémentaire.

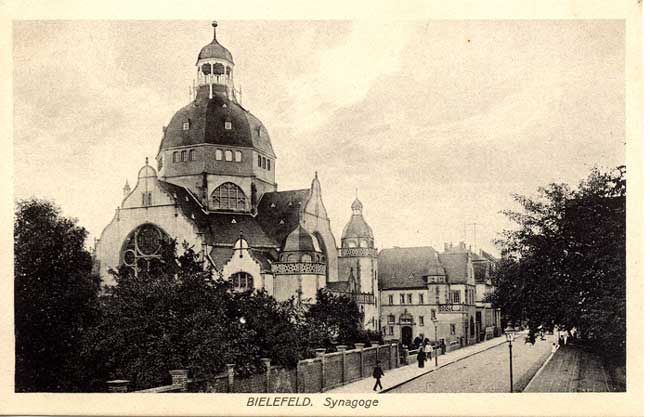
La synagogue dans les années 1910-1920, d'après une ancienne carte postale

En 1705, la kehilla (communauté juive) de Bielefeld est officiellement créée. En 1800, grâce à une donation, la communauté juive devient propriétaire d'un bâtiment sur la place du Monastère (anciennement la cour Wendtschen) dans la vieille ville de Bielefeld. Les offices ont tout d'abord lieu dans le bâtiment existant, avant la construction d'une synagogue en 1847. 
Au début du XXe siècle, les locaux de l'ancienne synagogue, au 5 place du Monastère, sont devenus trop petits, malgré certaines modifications. La communauté juive décide alors de construire une nouvelle synagogue. 
Un prêt de la ville de Bielefeld permet à la communauté d'acheter un terrain sur la rue Turner, à proximité de la Kesselbrink, une des places du centre-ville de Bielefeld. Le 20 septembre 1905, la synagogue construite d'après des plans de l'architecte Eduard Fürstenau est inaugurée solennellement. Le bâtiment a été construit pour 800 fidèles, et possède un dôme culminant à 41 mètres, surmonté d'une étoile de David dorée. 

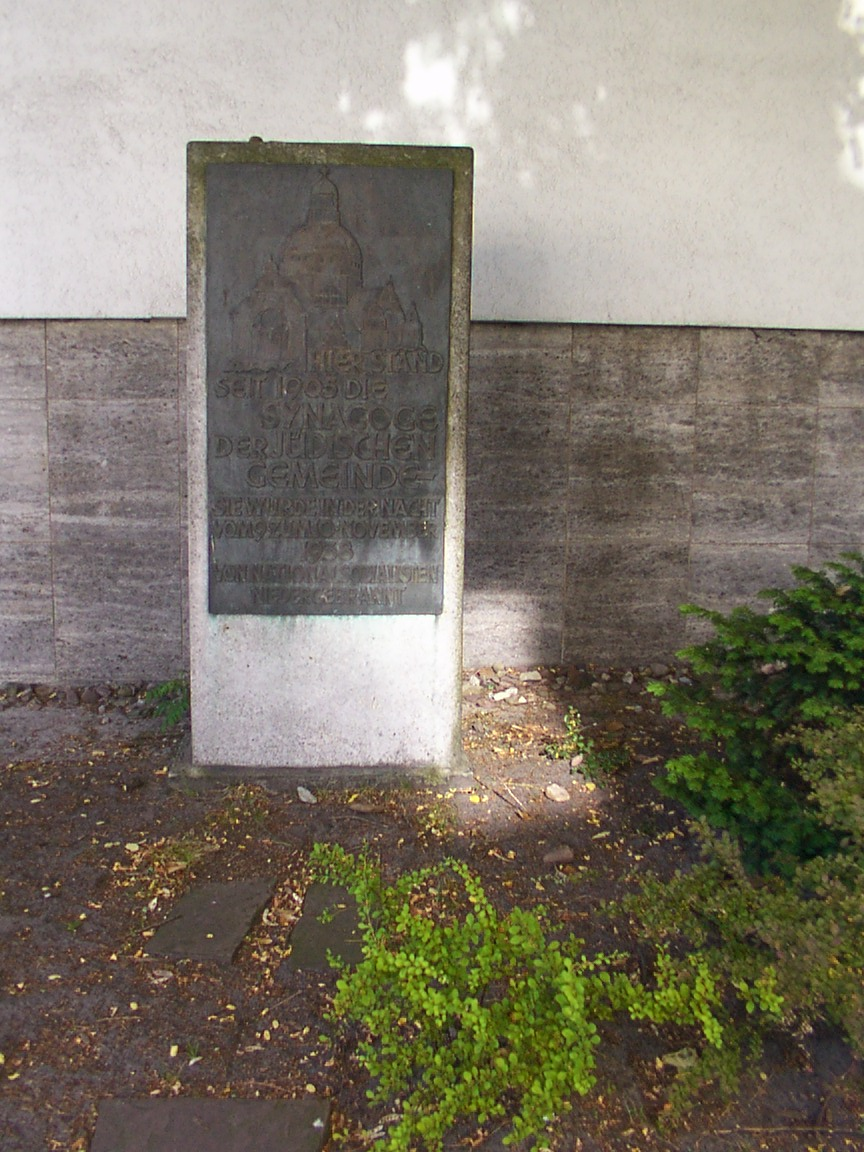
Plaque dans la Turnerstrasse, rappelant la synagogue détruite en 1938

### La période nazie
Comme beaucoup d'autres synagogues en Allemagne, la synagogue de Bielefeld est incendiée par les nazis lors de la nuit de Cristal, du 9 au 10 novembre 1938, et ses ruines sont déblayées par la suite. Seuls ont pu être sauvés un rouleau de la Torah et une clé de la synagogue en possession d'une jeune organiste qui a pu plus tard s'échapper d'Allemagne vers l'Angleterre grâce à un Kindertransport.
Une plaque célèbre le souvenir de la synagogue détruite. L'incendie de la synagogue de Bielefeld a été filmé par un cinéaste amateur. C'est actuellement l'un des rares documents filmés existants montrant l'action des nazis contre les synagogues, lors de la nuit de Cristal. Ce document est donc présenté au musée juif de Berlin (Jüdisches Museum), ainsi qu'au musée du Mémorial de l'Holocauste des États-Unis (United States Holocaust Memorial Museum) à Washington, et fait l'objet de nombreuses diffusions à la télévision allemande. 
L'antisémitisme, l'incitation à la haine contre les Juifs, devient de plus en plus violent dans la presse locale. Le 13 décembre 1941, environ 1 000 Juifs sont déportés à Riga par la direction de la Gestapo de Münster, dont environ 420 provenant du district de Bielefeld et parmi eux 88 Juifs de la ville de Bielefeld. La déportation est dans un premier temps déguisée sous des noms variés, comme: "envoi", "installation à l'est", "expulsion". De plus amples déportations de Juifs de Bielefeld ont lieu principalement vers les camps d'extermination d'Auschwitz et de Theresienstadt. À la fin de la Seconde Guerre mondiale, il n'existe plus officiellement de Juif à Bielefeld

### L'après-guerre
La communauté juive de Bielefeld se reconstitue immédiatement après la guerre, et en 1951, elle trouve un lieu de prière dans un bâtiment situé à l'ouest de la ville dans la rue Stapenhorst.
À partir de 1990, la communauté juive va croitre de façon substantielle avec l'arrivée des émigrés en provenance des pays de l'ancienne Union Soviétique. Le lieu de prière disponible s'avère rapidement insuffisant et la communauté décide de la construction d'une nouvelle synagogue. 

## La nouvelle synagogue

### Histoire de la construction de la synagogue

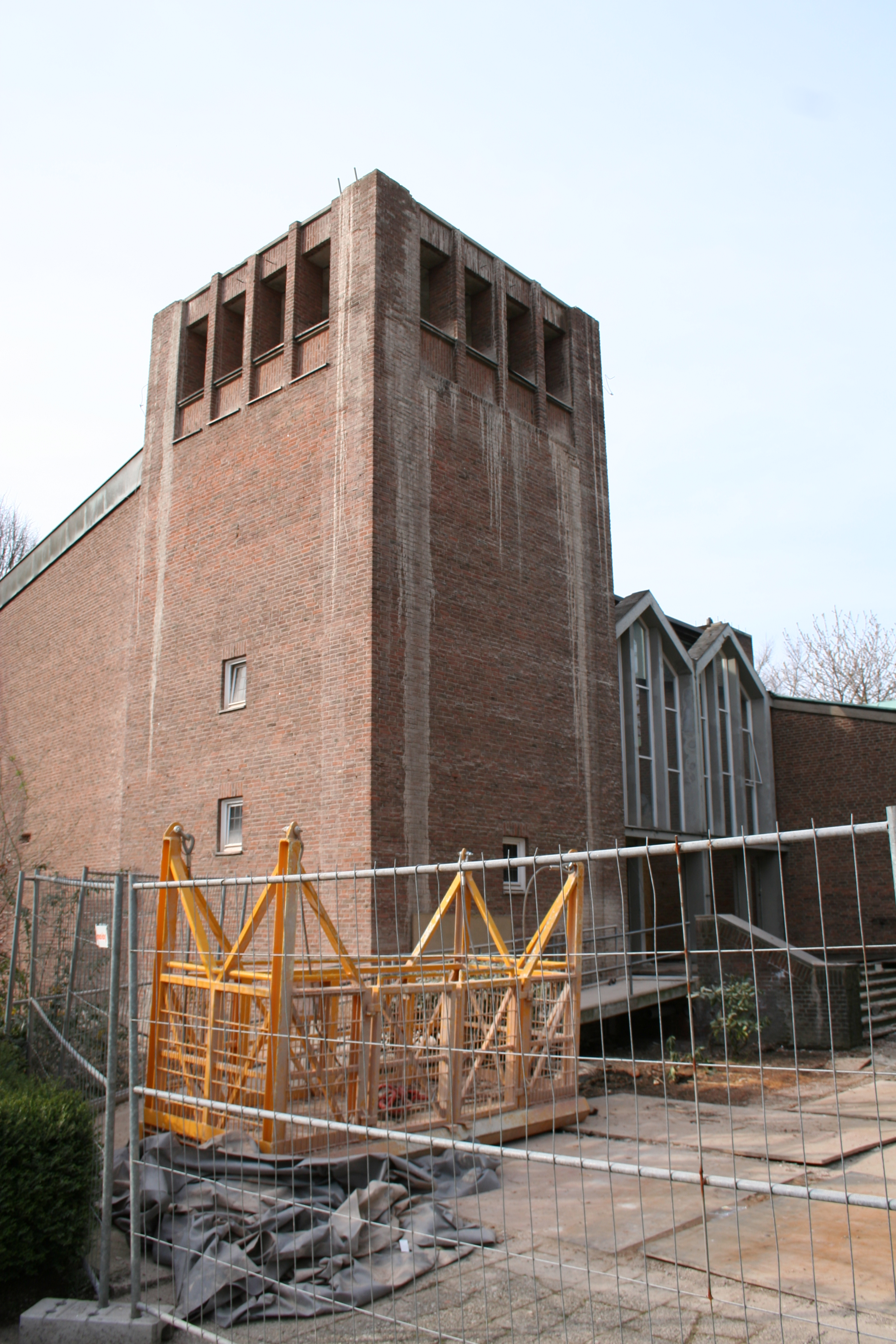
L'église Paul-Gerhardt pendant la restructuration. La flèche a déjà été retirée en avril 2008

En 2005, la paroisse de l'église protestante Paul-Gerhardt fusionne avec la paroisse de l'église Marie de Neustadt, l'église la plus importante de Bielefeld. Peu de temps après la fusion, l'association des églises de Bielefeld décide de mettre en vente l'église Paul-Gerhardt située rue Detmolder Straße. La communauté juive s'en porte acquéreuse et tombe rapidement d'accord avec l'association des églises. 
Un comité de défense composé de 80 fidèles de l'église Paul-Gerhardt se crée pour s'opposer à la vente de l'église à la communauté juive. Mais même au sein de la communauté juive de vives critiques sont émises contre l'achat d'une ancienne église, qui conduiront à la révocation du conseil d'administration, contesté par l'ancienne direction,,. Du côté évangélique, la protestation culmine, fin mars 2007, avec l'occupation de l'église par une dizaine de fidèles qui y resteront trois mois, et ne la quitteront qu'après un compromis garantissant que la paroisse pourra continuer à utiliser l'église jusqu'au 12 septembre 2007. 
Après la fin de l'occupation et la réalisation de la vente, les travaux de transformation peuvent enfin commencer. Les travaux sont réalisés en un temps record de dix mois, et sont terminés en septembre 2008,,.

### L'inauguration
Le 21 septembre 2008, exactement 103 ans et un jour après l'inauguration de la synagogue de la rue Turner, la nouvelle synagogue, rue Detmolder est solennellement inaugurée. De nombreuses personnalités de la politique et de la société assistent à cette cérémonie, dont l'ambassadeur de la République fédérale d'Allemagne en Israël, Harald Kindermann et l'actuel premier ministre du Land de Rhénanie-du-Nord-Westphalie Jürgen Rüttgers, ainsi qu'un grand nombre d'habitants de Bielefeld

### L'architecture
Les plans de la synagogue sont réalisés par l'architecte Klaus Beck et par le décorateur Matthias Hanke. 
Les travaux transforment radicalement le bâtiment de l'ancienne église. Le clocher pointu de l'ancienne église est remplacé par un toit rond. À l'intérieur de la tour, on trouve maintenant un ascenseur. La façade est recouverte d'un crépi blanc, et le portail d'entrée possède une baie vitrée. Contrairement à l'église, le bâtiment de la synagogue est délimité sur la rue Detmolder par un mur d'environ deux mètres de haut. À l'intérieur de la synagogue, on trouve une bibliothèque et plusieurs salles pour des événements cultuels ou culturels. L'autel a été remplacé par l'Arche Sainte, don de Chrétiens évangéliques, catholiques et de l'Église libre. La transformation du bâtiment a été financée pour partie par la communauté juive, et aussi par la ville de Bielefeld, et le Land Rhénanie-du-Nord-Westphalie.